# Партия демократических левых (Словакия, 1990)
Партия демократических левых (словац. Strana demokratickej ľavice, SDL), в сентябре-ноябре 1990 года — Коммунистическая партия Словакии (словац. Komunistická strana Slovenska, KSS), с ноября 1990 года по декабрь 1991 года — Коммунистическая партия Словакии — Партия демократических левых (словац. Komunistická strana Slovenska — Strana demokratickej ľavice) — словацкая социал-демократическая и левоцентристская партия, существовавшая в 1990—2005 годах.

## История
Была основана 28 сентября 1990 года в результате преобразования Коммунистической партии Словакии в качестве равноправного члена ставшей федеративной Коммунистической партии Чехо-Словакии наравне с Коммунистической партией Чехии и Моравии. До ноября сохраняла оригинальное название, после чего была переименована в КПС — Партия демократических левых. Окончательное название получила на партийном съезде в Тренчине 14 декабря 1991 года после отделения от КПЧС и отказа от марксизма как единственной идеологической базы. Благодаря тому, что к ПДЛ перешли основные активы КПС, партия являлась наиболее богатой в Словакии — её имущество на момент ликвидации оценивалось в 35 млн. крон.
Находилась в оппозиции к правительствам Владимира Мечиара (1990—1994, 1994—1998), принимала участие в кабинетах Йозефа Моравчика (1994, 6 портфелей) и Микулаша Дзуринды (1998—2002, 8 портфелей). В 1994—1997 годах участвовала в избирательной коалиции «Совместный выбор» (Spoločná voľba).
Партия демократических левых имела представительство в Национальном совете Словакии до парламентских выборов сентября 2002 года, на которых потерпела тяжёлое поражение, лишилась всех мест в парламенте и оказалась в долгах.
Являлась членом Партии европейских социалистов и Социалистического интернационала. Решение присоединиться к последнему было принято на II съезде партии 22-23 мая 1993 года в Жилине, который определил программную и политическую направленность партии, основанную на принципах Социнтерна. В члены СИ ПДЛ была принята на XX Конгрессе Социнтерна в Нью-Йорке.
4 декабря 2004 года большинство членов партии проголосовало за объединение ПДЛ с более популярной партией Роберта Фицо «Курс — социальная демократия» («Смер», которая откололась от ПДЛ 5 лет назад) с 19 января 2005 года. Также в «Смер» влился ещё один откол от ПДЛ — Социал-демократическая альтернатива, образованная Петер Вайсом и Миланом Фтачником в 2002 году.

## Электоральные результаты
| Выборы | Лидер        | Голосов | %    | Мест      | +/- | Место | Отношение к власти                 |
| ------ | ------------ | ------- | ---- | --------- | --- | ----- | ---------------------------------- |
| 1992   | Петер Вайсс  | 453 203 | 14,7 | 29 из 150 | ▲29 | 2-e   | Оппозиция (NZDS—SNS) (1992—1994)   |
| 1992   | Петер Вайсс  | 453 203 | 14,7 | 29 из 150 | ▲29 | 2-e   | В коалиции (DU—KDH—SDL—NDS) (1994) |
| 1994   | Петер Вайсс  | 299 469 | 10,4 | 18 из 150 | ▼11 | ▬2-е  | Оппозиция (NZDS—SNS—ZRS—NAS)       |
| 1998   | Йозеф Мигаш  | 492 507 | 14,7 | 23 из 150 | ▲5  | ▼3-е  | В коалиции (SDK/SDKU—SDL—SOP—SMK)  |
| 2002   | Павел Конкош | 39 163  | 1,4  | 0 из 150  | ▼23 | ▼12-е | Вне парламента (SDKU—SMK—KDH—ANO)  |